# Carlo Belloni
Carlo Alfonso Belloni (Varese, 22 maggio 1929 – Varese, 1º agosto 2008) è stato un calciatore italiano, di ruolo difensore.

## Carriera
Terzino destro, debuttò diciottenne in Serie B con il Varese. Giocò poi con le maglie del Milan (tre stagioni, con cui vinse uno scudetto nel 1950-1951) e della Triestina (sette stagioni). Con gli alabardati vinse il campionato di serie B 1957-1958. In tutta la sua carriera segnò una sola volta, l'8 gennaio 1956 in serie A: rete della vittoria contro il Napoli allo Stadio Giuseppe Grezar di Trieste. 
Morì a Varese il 1º agosto 2008.

## Palmarès

### Club

#### Competizioni nazionali
- Serie A: 1

Milan: 1950-1951
- Serie B: 1

Triestina: 1957-1958

#### Competizioni giovanili
- Torneo di Viareggio: 1

Milan: 1949